# Anita Stewart Morris
Anita Stewart Morris (7 de Agosto de 1886 - 15 de Setembro de 1977) foi uma socialite americana que se casou com o pretendente dinástico Miguel Maria Maximiliano de Bragança, neto do ex-infante D. Miguel e filho mais velho do anterior pretendente ao trono português Miguel Januário de Bragança.

## Biografia
Anita Rhinelander Stewart era filha de Annie Armstrong e William Rhinelander Stewart. Teve um irmão, W. Rhinelander Stewart Junior.
Stewart casou-se com o pretendente dinástico Miguel Maria Maximiliano de Bragança, no Castelo de Dingwall, na Escócia, a 15 de Setembro de 1909. Terá recebido o título de «princesa de Bragança» do sacro-imperador Francisco José I da Áustria no dia anterior. Desta união nasceram três filhos: Nadejda de Bragança, John de Bragança e Miguel de Bragança. Todos eles reivindicaram os títulos de príncipes e princesa de Bragança até 1920, quando o casamento dos pais foi considerado ilegal perante as leis monárquicas.
Miguel Maria Maximiliano de Bragança morreu em 1923, e, depois disso, Anita mudou-se para Nova Iorque. Para recuperar a sua cidadania americana, teve de renunciar à pretensão do seu título de realeza. Contudo, em sociedade, todos continuaram a tratá-la por princesa.
Anita Stewart casou-se uma segunda vez com Lewis Gouverneur Morris, em Nova Iorque, em 1946. Depois, continuou a gerir um estúdio de fotografia em Manhattan e passou algum tempo em Malbone, a propriedade Neogótica que o casal tinha em Newport, Rhode Island.
Anita Stewart morreu aos noventa-e-um anos de idade, a 15 de Setembro de 1977, na sua casa em Newport, Rhode Island.

## Descendência
1. Nadejda de Bragança (28 de Junho de 1910 - 13 de Junho de 1946), casada primeiro com Wlodzimierz Dorozynski, em 1930, de quem teve um filho antes de se divorciar em 1932. Casou-se pela segunda vez em Londres a 29 de Janeiro de 1942 com René Millet. Morreu devido a uma queda que, mais tarde, foi considerada como suicídio.
2. John de Bragança (7 de Setembro de 1912 - 12 de Março de 1991), licenciado pela Universidade de Harvard, prestou serviço militar na Marinha dos Estados Unidos durante a Segunda Guerra Mundial, tornando-se depois vice-presidente e tesoureiro da Rhinelander Real Estate Company e um banqueiro de investimento. Casou-se primeiro em Nova Iorque com Winifred Dodge Seyburn (neta do pioneiro da indústria automóvel de Detroit, John Dodge), de quem teve um filho, Miguel, antes de se divorciar em 1953. Casou-se uma segunda vez, a 15 de Maio de 1971, com Katherine King.
3. Miguel de Bragança (8 de Fevereiro de 1915 - 7 de Fevereiro de 1996), trabalhou como piloto de aviação civil e casou-se, a 18 de Novembro de 1946 com Anne Hughson, de quem teve duas filhas.